# Nils Petter Molvær

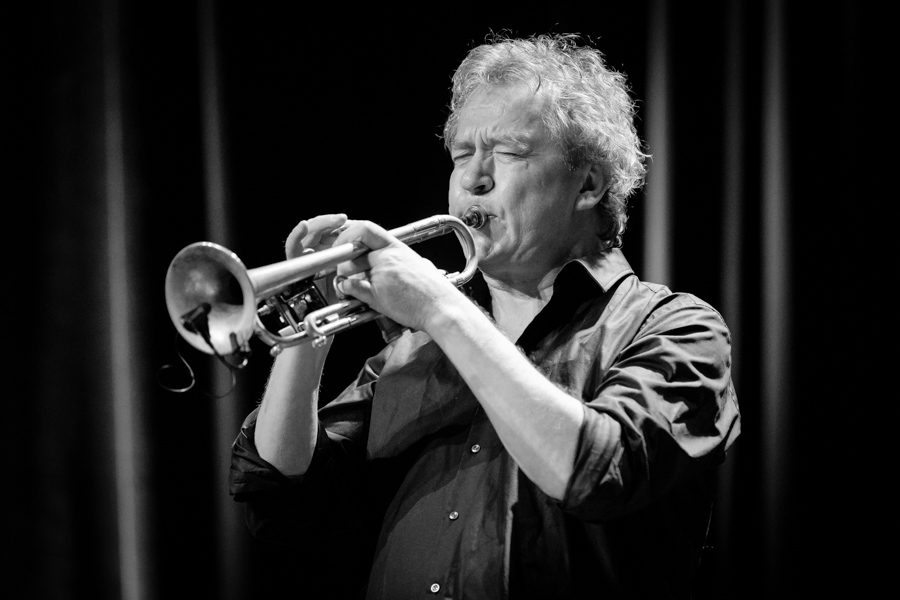
Nils Petter Molvær, Kongshaugfestivalen 2019

Nils Petter Molvær (nascido em 18 de Setembro de 1960) é um trompetista de jazz norueguês, compositor e produtor. É considerado um pioneiro na fusão de Jazz com música electrónica.

## Biografia
Molvær nasceu e cresceu na ilha de Sula, Noruega, e mudou-se aos 19 anos para estudar música no conservatório de Trondheim. Ele integrou a banda Masqualero, juntando-se a Arild Andersen, Jon Christensen e Tore Brunborg. Masqualero (nomeada como homenagem a uma composição de Wayne Shorter originalmente gravada por Miles Davis) editou vários álbuns para a editora ECM Records, e Molvær gravava com outros artistas da ECM antes de gravar o seu primeiro álbum a solo, Khmer, em 1998.

## Discografia

### A solo
- Khmer (1997)
- Solid Ether (2000)
- Recoloured (2001, remixes)
- NP3 (2002)
- Streamer (2004, live)
- Remakes (2005, remixes)
- Er (2005)
- EDY (Original Motion Picture Soundtrack) (2005)

### Participações
- So I Write (Sidsel Endresen, 1990)
- Nonsentration (Jon Balke, 1990)
- Exile (Sidsel Endresen, 1993)
- Small Labyrinths (Marilyn Mazur, 1994)
- Hastening Westward (Robyn Schulkowsky and Nils Petter Molvær, 1995)
- Electra (Arild Andersen, 2003)
- Radioaxiom — A Dub Transmission (Bill Laswell and Jah Wobble, 2001)
- Seafarer's Song (Ketil Bjørnstad, 2004)
- Dome (Johannes Enders, 2008)
- Hyperuranion (Chat Noir, 2019)

## Atalhos externos
- Site oficial